# Вологодський п'ятак
Вологодський пятак — одна з п'яти колоній Росії де утримуються засуджені до довічного позбавлення волі. Розташована на місці колишнього Кирило-Новоєзерського монастиря на озері Новому (острів Вогняний) поблизу міста Білозерська Вологодської області. Як тюрма використовується після Жовтневої революції. Спочатку це було місце утримання «ворогів революції».